# Красовський Іван Дем'янович
Іван Красовський (*д/н —після 1611) — львівський міщан, просвітник, письменник, один зі старійшин (витрикуш) та реформаторів Львівського Успенського братства у 1586-1611 роках.

## Життєпис
Був сином Дем'яна Красовського, вихідця з Володимира-Волинського, який перебрався до Львова й був у 1550-х роках членом Львівського братства. Іван Дем'янович здобув гарну освіту у Львові, був доволі освіченою людиною.
На початку 1580-их років став членом Львівського Успенського братства. У 1586 році разом з братами Рогатинцями реформував братство, з Юрієм Рогатинцем був автором нового статуту братства. Разом з братом Дмитром активно втілював реформаторські ідеї в діяльність Успенського братства, перетворюючи його в центр культурної, освітньої, освітньої, національної роботи українців. Втім незважаючи його один раз було покарано за порушення дисципліни — пропуск важливих засідань.
З 1586 року Красовський неодноразово ставав одним із старійшин Львівського братства. За активну працю в братстві І. Красовський зазнав переслідувань не лише польської міської влади, а й Львівського єпископа Гедеона Балабана. За намовою останнього Іван разом з братом Дмитром й Рогатинцями 1589 року було підданий анафемі, яка була знята константинопольським єпископом Єремією II.
Разом з іншими очільниками боровся проти магістрату, який намагався обмежити права братства та православних. У 1595 році, коли священики братства відмовилися стати перед судом міста, райці розпорядилися посадити до в'язниці Красовського, його брата Дмитра, Л.Губу, П.Крамаря. Братство спрямувало листа до великого коронного гетьмана Яна Замойського з проханням втрутитися. Останній відрядив до Львова свого секретаря Микиту Грабовецького, після приїзду якого Красовського та інших арештових було звільнено.
Після прийняття 1596 року Берестейської релігійної унії, Красовський став на бік її противників. Разом з іншими старійшими був ініціатором судового процесу з магістратом щодо наділення українського населення міста рівними правами з іншими городянами. У зв'язку з цим разом з іншими братчиками представляв Львівське братство на сеймах у Варшаві. Поїздки здійснював за власний рахунок. Так, у 1600 році Іван Красовський «своим конем и своей страве ехати на тую дорогу з доброты своее оферовался». Іван Красовський разом з Андрієм Білдагою написав 1609 року «Інструкцію» послам братства на сейм Речі Посполитої та проект промови до польського короля «Лемент», де задекларовано захист національно-культурних, релігійних та політичних інтересів українців. Втім до самої смерті, незважаючи на тимчасові успіхи не домігся повної перемоги в цьому процесі (судовий процес на користь братства завершився через 150 років після його початку).
Підтримував листування з князем Костянтином Острозьким, неодноразово був в Острозі, також відома епістолярна спадщина Красовського з олександрійським патріархом Мілетієм Пігасом.
1599 року придбав будівлю, де знаходилася братська друкарня колишня друкарня Івана Федорова). 1611 року братство купило у Івана Красовського «Місцовскую» кам’яницю «на школу вечне» і для друкарні. Це остання згадка про діяльність Красовського.

## Характер
Відзначався кипучою енергією, нестримним та норовливим характером. Так, тривалий час вів судові справи щодо батьківської спадщини зі своїм братом Дмитром. З ним вів тривалі суперечки. У 1603 році погиркався з Юрієм Рогатинцем. Останній образив родичку Красовського — Євфимію Стрілецьку — привселюдно сказавши, що її сини народилися поза церковним шлюбом. Підставою цьому було те, що Євфимія тривалий час працювала куховаркою у будинку свого майбутнього чоловіка Івана Стрілецького. Красовський підтримав скаргу Євфимії на Рогатинця, яку та подала до лавничого суду.